# Vergt
Vergt – miejscowość i gmina we Francji, w regionie Nowa Akwitania, w departamencie Dordogne.
Według danych na rok 1990 gminę zamieszkiwały 1422 osoby, a gęstość zaludnienia wynosiła 44 osób/km² (wśród 2290 gmin Akwitanii Vergt plasuje się na 298. miejscu pod względem liczby ludności, natomiast pod względem powierzchni na miejscu 252.).